# 箱根ロープウェイ

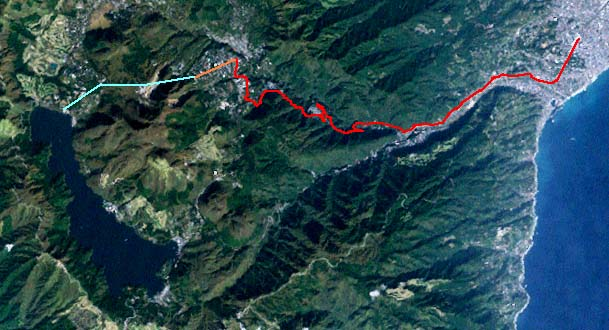
小田急箱根の路線のランドサット衛星写真。赤が鉄道線、橙が鋼索線、水色が箱根ロープウェイである。

箱根ロープウェイ（はこねロープウェイ、英: Hakone Ropeway）は、神奈川県足柄下郡箱根町の早雲山駅と桃源台駅を結ぶ、小田急箱根が運営する索道の総称である。早雲山線（そううんざんせん）と桃源台線（とうげんだいせん）の2路線で構成されている。
また、箱根ロープウェイ株式会社は、2022年3月31日までこれを運営していた小田急グループの企業である。1959年の開業以来同社によって運営されていたが、2022年4月1日付で箱根登山鉄道（現：小田急箱根）に吸収合併された。
駅ナンバリングで使われる路線記号はOHで、番号は小田急電鉄小田原線の新宿駅から、鉄道線（箱根登山電車）・鋼索線（箱根登山ケーブルカー）・当路線を経て、芦ノ湖にある箱根海賊船の元箱根港までを一体とする連番で振られており、小田急小田原線は青色のOH（）、鉄道線・鋼索線・当路線・箱根海賊船は赤茶色のOH（）で描かれている。

## 概要
2004年12月18日をもって、六甲有馬ロープウェー（全長5 km）が利用者減に伴い部分休止したため、以降は営業区間が日本一長い索道路線である。乗車人員は2008年度に201万人を超え、2009年7月9日付でギネス世界記録のゴンドラ・リフト部門で乗車人数世界一に認定されている。
早雲山 - 大涌谷間と大涌谷 - 姥子 - 桃源台間で運行設備が分割されており、全線を乗車する場合は大涌谷駅での乗り換えを必要とする（姥子駅では乗車したまま通過可能）。安全報告書などでは、大涌谷駅を境に以東の区間を早雲山線、以西の区間を桃源台線と呼称する場合がある。
沿線のうち大涌谷周辺は火山ガスの影響を受けるため、呼吸器疾患や心臓疾患を有する者、体調不良のある者などは早雲山 - 姥子間の乗車を控えるよう案内されている。また、火山ガス濃度が上昇した場合は全線で運休する場合がある。

### 新型ロープウェイへの架け替え
2000年12月より順次架け替え工事を実施し、早雲山 - 大涌谷間では2002年、大涌谷 - 桃源台間では2007年より、オーストリアやスイスで採用されている「複式単線自動循環式（DLM）フニテル」が導入された。新型ロープウェイは、2本のロープでぶら下がったゴンドラが循環する形式であり、フニテルとは、屋根の左右にある握索装置の幅がゴンドラの幅よりも広いものを指す。なお、「フニテル」とはフランス語のFuniculaire（鋼索鉄道）とTeleferique（架空索道）を組み合わせた造語。フニテルは風に強いとされ、運休基準となる風速は毎秒20 mから30 mに引き上げ、従来は年間30日ほどあった運休日を15日程度に抑えられるとされる。
新型ロープウェイには、スイスCWA製のゴンドラ（定員18人）が50台設置されている。また、ゴンドラ・駅舎ともにバリアフリー対応になり、車椅子でも利用できる。架け替え後の年間送客数は5万人増の155万人を目指している。なお、ゴンドラに動力はなく、大涌谷駅と姥子駅のモーター（原動設備）でロープを操作している。終点駅である早雲山駅と桃源台駅には、ロープを引いて調節する緊張設備がある。ロープは直径48 mmであり、1本のロープを端でつなぎ合わせている。
なお、架け替え時期の違いから、早雲山 - 大涌谷間と大涌谷 - 桃源台間では、ゴンドラのドア構造などに若干の差異がある。
- 設計製作メーカー - 日本ケーブル
- 搬器メーカー -  CWA-Constructions SA/Corp（英語サイト）

## 歴史
- 1953年（昭和28年）5月21日：事業許可[8]。
- 1959年（昭和34年）12月6日：富士箱根伊豆国立公園の企画として開業[7]。当初は早雲山から大涌谷駅までだった[7]。
- 1960年（昭和35年）9月7日：大涌谷駅から桃源台駅までが開業し、全線開業となる[7][9]。この当時は早雲山駅 - 桃源台駅間を直通していた。

  - 2000年当時、設備全体が老朽化したことと、箱根の観光客が増えたためにロープウェイの輸送能力（当時は975人/時）が不足し、乗車待ちに1、2時間かかることもみられるようになったことから、ロープウェイの架け替えの検討が始まった[7]。検討の結果、箱根の気象に最も適していること、駅下部に動力機構を置くため耐震性に優れていること、屋根から左右に装置を取りつけて2本のケーブルを利用するため風に対する高い安定性を誇ることなどから、オーストリアやスイスで採用されていた複式単線自動循環式（DLM）フニテルの採用が決まった[7]。
- 2001年12月から総工費約70億円をかけて、鉄塔解体、新設、駅舎改修などが行われた。スイスCWA製のゴンドラ（定員18人）が全線に50台設置され、各駅で1分間隔の運行で、輸送力は1時間当たり975人から1440人に48%増となった。所要時間は架け替え前と比較して早雲山 - 大涌谷間で1分短縮の約8分、大涌谷 - 桃源台間で5分短縮の約15分となった。これにより運転区間が大涌谷で分断された。
- 2002年（平成14年） 6月1日：早雲山駅から大涌谷駅まで、新型ロープウェイの運行が始まった[7]。
- 2006年（平成18年） 6月1日：大涌谷駅から桃源台駅を新型ロープウェイに架け替える工事を行うため、代行のバスが運行開始（2007年（平成19年）5月31日まで）。
- 2007年（平成19年） 6月1日：大涌谷駅から桃源台駅まで、新型ロープウェイの運行が始まった[7]。
- 2009年（平成21年）7月9日：ギネスのゴンドラ・リフト部門で乗車人数世界一に認定された。
- 2015年（平成27年）
  - 5月6日：気象庁により箱根山が噴火警戒レベル2（火口周辺規制）に指定[10]、大涌谷付近に避難指示が発令された事に伴い、早雲山駅 - 大涌谷駅間、大涌谷駅 - 桃源台駅間の全線全面運行停止[11][12]。
  - 5月20日：運行停止措置長期化に伴い、早雲山駅 - 姥子駅 - 桃源台駅で代行バスの運行開始[13]。運行は、かつての抗争相手でもあった西武グループの伊豆箱根バスが担当。
  - 6月30日：午後0時30分に噴火警戒レベルが3（入山規制）に引き上げられ、代行バスも運行停止[14]。
  - 7月6日：運行経路を箱根登山鉄道強羅駅 - 桃源台駅と桃源台駅 - 姥子駅の2ルートに分け、代行バスの運行再開[15]。
  - 9月14日：9月11日に噴火警戒レベルが2に下がったことから、代行バスの運行経路を早雲山駅 - 姥子駅 - 桃源台駅に変更[16]。
  - 10月30日：姥子駅 - 桃源台駅間の運行が再開。ただし、第2、第4木曜日はメンテナンスのため終日運休。代行バスは引き続き運行[17]。
- 2016年（平成28年）
  - 4月23日：姥子駅 - 大涌谷駅間の運行が再開。ただし、火山ガスの影響のため大涌谷駅の駅舎外に出ることはできず、駅舎内も一部の立ち入りのみとされる[18]。
  - 7月26日：全線運行再開[19]。代行バスの運行終了。
- 2019年（令和元年）
  - 5月19日：気象庁により箱根山が噴火警戒レベル2（火口周辺規制）に指定[20]、大涌谷付近に避難指示が発令された事に伴い全線で運行停止[21]。同日より早雲山駅 - 姥子駅 - 桃源台駅で代行バスの運行開始。
  - 9月21日：桃源台駅 - 姥子駅間の運行が再開[22]。代行バスは姥子駅から早雲山駅までの間で継続[22]。
  - 10月26日：全線運行再開[23]。代行バスの運行終了。
- 2022年（令和4年）4月1日：運営会社の箱根ロープウエイが同じ小田急箱根ホールディングス傘下の箱根登山鉄道と合併[4]。ロープウェイも箱根登山鉄道による運営となる。
- 2024年（令和6年）4月1日：小田急箱根グループの会社再編に伴う社名変更により、小田急箱根の運営となる[24]。

### 今後の予定
- ゴンドラをCWA製「TARIS（タリス）」に更新する計画がある[25][26]。2018年（平成30年）の発表時点では、まず早雲山駅 - 大涌谷駅間で2021年（令和3年）4月に更新[25]、その後時期未定ながら大涌谷駅 - 桃源台駅間も更新する予定としていた[26]。しかし、2020年（令和2年）3月に「自然災害への対応や、財務状況を考慮し、安全投資を優先する」として時期未定で延期している[27]。

## 運転方式
- 早雲山駅 - 大涌谷駅間
  - 複線自動循環式ロープウェイ（ - 2001年）
  - 複式単線自動循環式 (DLM) フニテル（2002年 - ）

- 大涌谷駅 - 桃源台駅間
  - 複線自動循環式ロープウェイ（ - 2006年）
  - 複式単線自動循環式 (DLM) フニテル（2007年 - ）

## 駅一覧

箱根ロープウェイのルート（比高断面図）

- 駅番号は、2014年1月より順次導入[28]。
- 全駅とも神奈川県足柄下郡箱根町に所在。

| 路線名   | 駅番号   | 駅名     | 標高 (m) | 駅間距離 (m) | 累計距離 (m)                               | 接続路線・備考                                     |
| -------- | -------- | -------- | -------- | ------------ | ------------------------------------------ | -------------------------------------------------- |
| 早雲山線 | OH62     | 早雲山駅 | 757      | -            | 0                                          | 小田急箱根： 鋼索線（箱根登山ケーブルカー） (OH62) |
| 早雲山線 | OH63     | 大涌谷駅 | 1,044    | 1,472        | 1,472                                      | 早雲山駅方面と桃源台駅方面は大涌谷駅で乗換         |
| 桃源台線 | OH63     | 大涌谷駅 | 1,044    | 1,472        | 1,472                                      | 早雲山駅方面と桃源台駅方面は大涌谷駅で乗換         |
| OH64     | 姥子駅   | 878      | 1,265    | 2,737        |                                            |                                                    |
| OH65     | 桃源台駅 | 741      | 1,268    | 4,005        | 小田急箱根： 箱根海賊船（桃源台港） (OH65) |                                                    |

## 運賃
2023年4月18日改定。全区間均一運賃で、片道利用は大人1,500円・小人500円、往復利用は大人2,500円・小人800円となっており、いずれも途中下車が可能。
鉄道線・鋼索線とは乗車券が異なり（合算不可）、ロープウェイの各駅にて線内完結の乗車券を購入する形となる。購入時にはPASMO、Suicaなど交通系ICカード全国相互利用サービス対応ICカード9種類を利用可能だが、電子マネーによる物販の扱いとなるため、PiTaPaは利用できない。

## ギャラリー

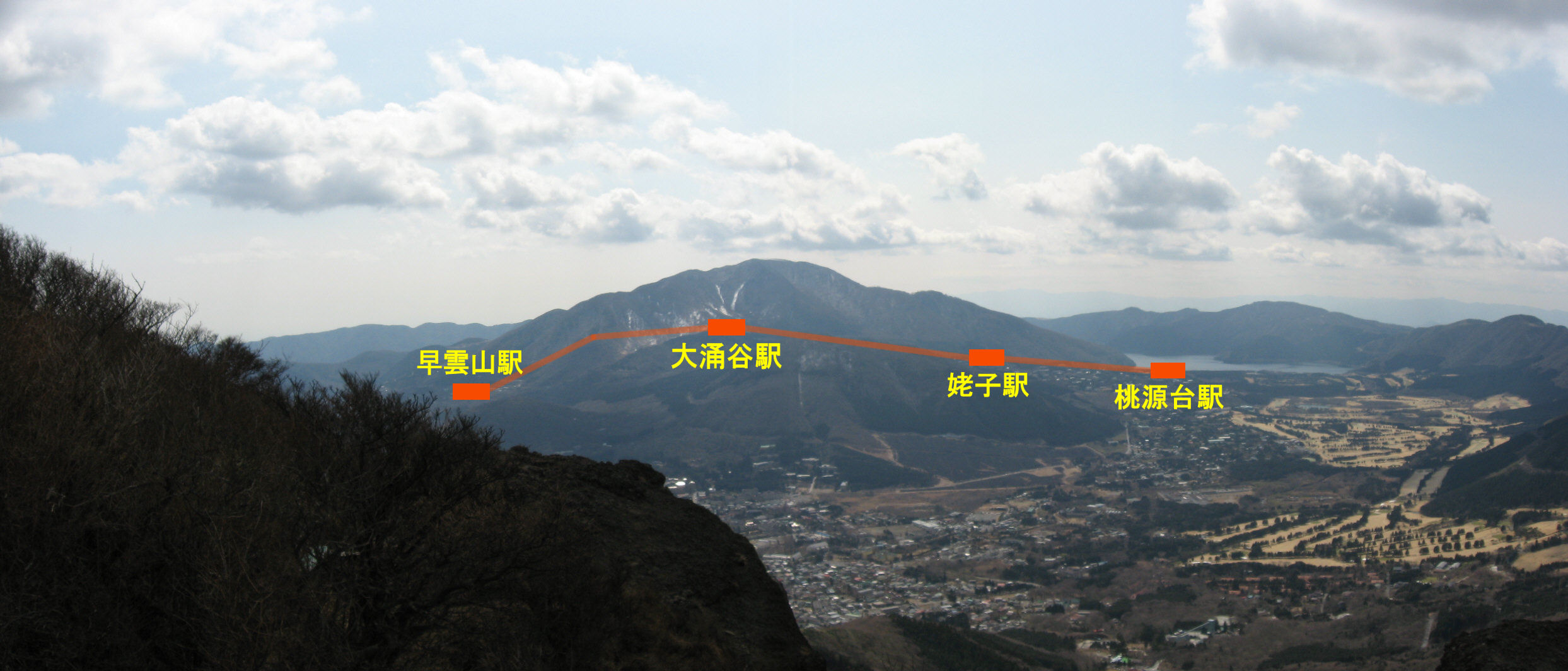
箱根ロープウェイのルート（金時山山頂より）

早雲山駅 - 大涌谷駅間
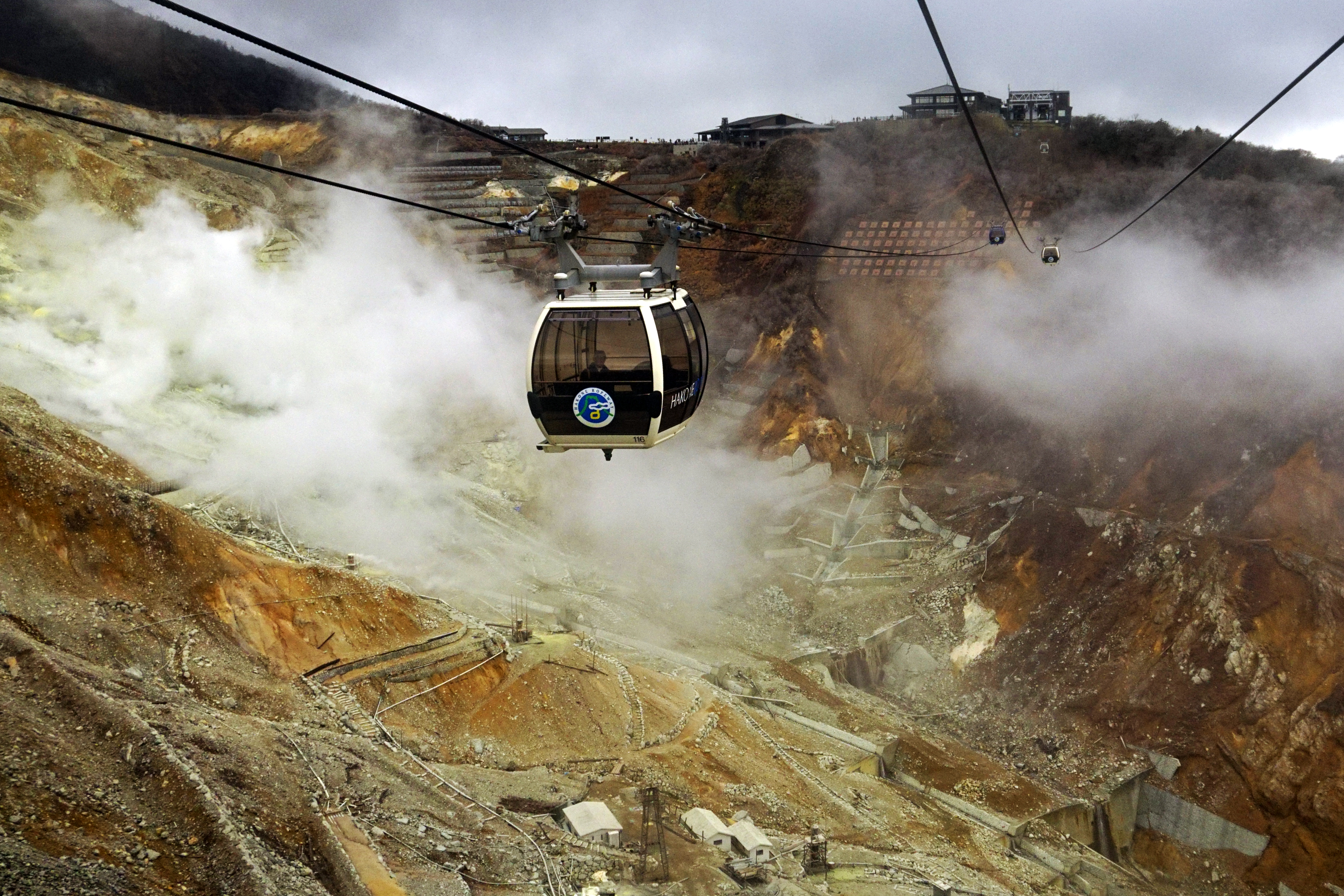
箱根ロープウェイ、大涌谷駅近く
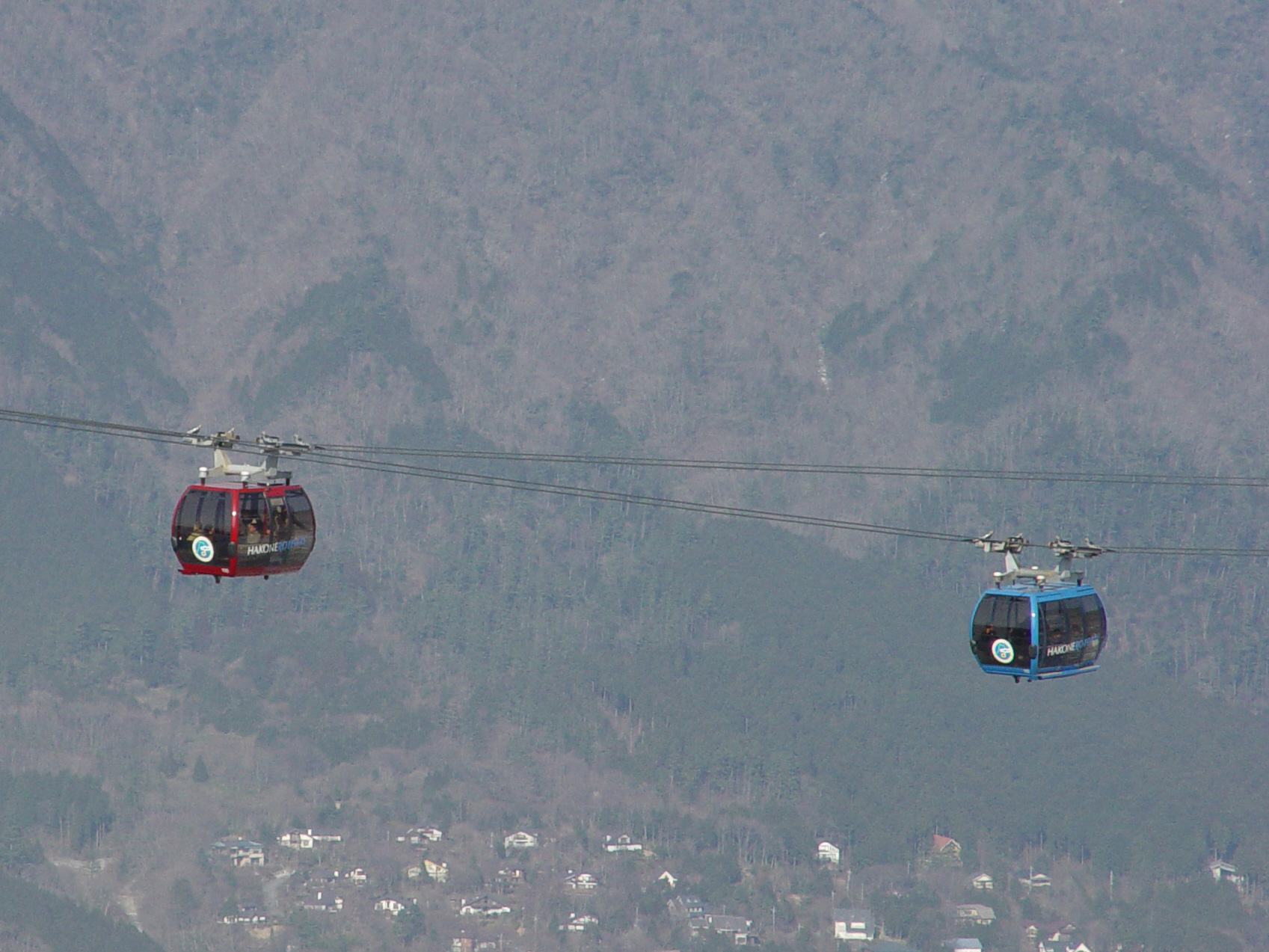
早雲山駅 - 大涌谷駅間の索道、大涌谷駅近く
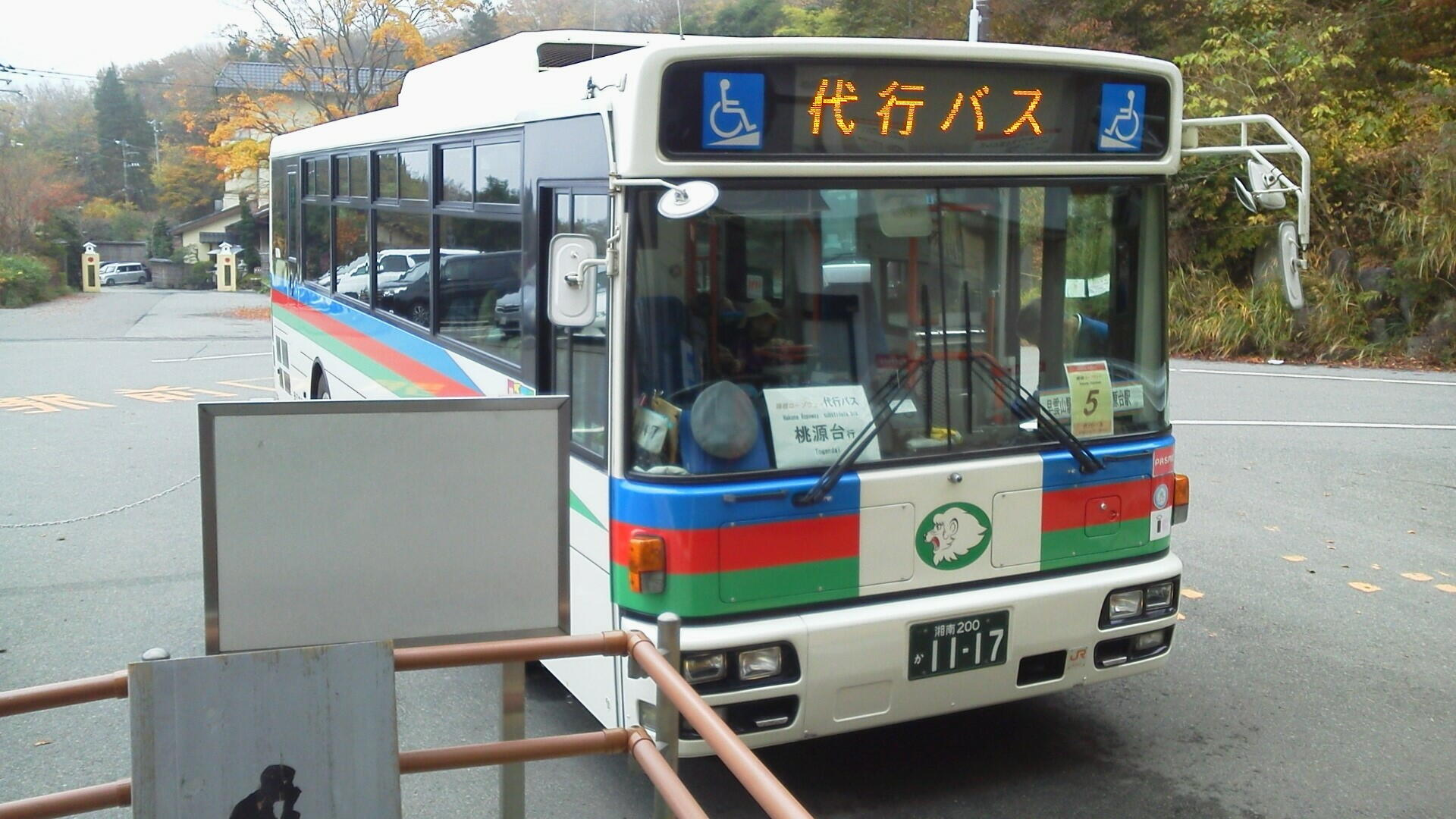
箱根ロープウェイ代行バス（2015年11月16日、早雲山駅にて）

大涌谷駅 - 桃源台駅間
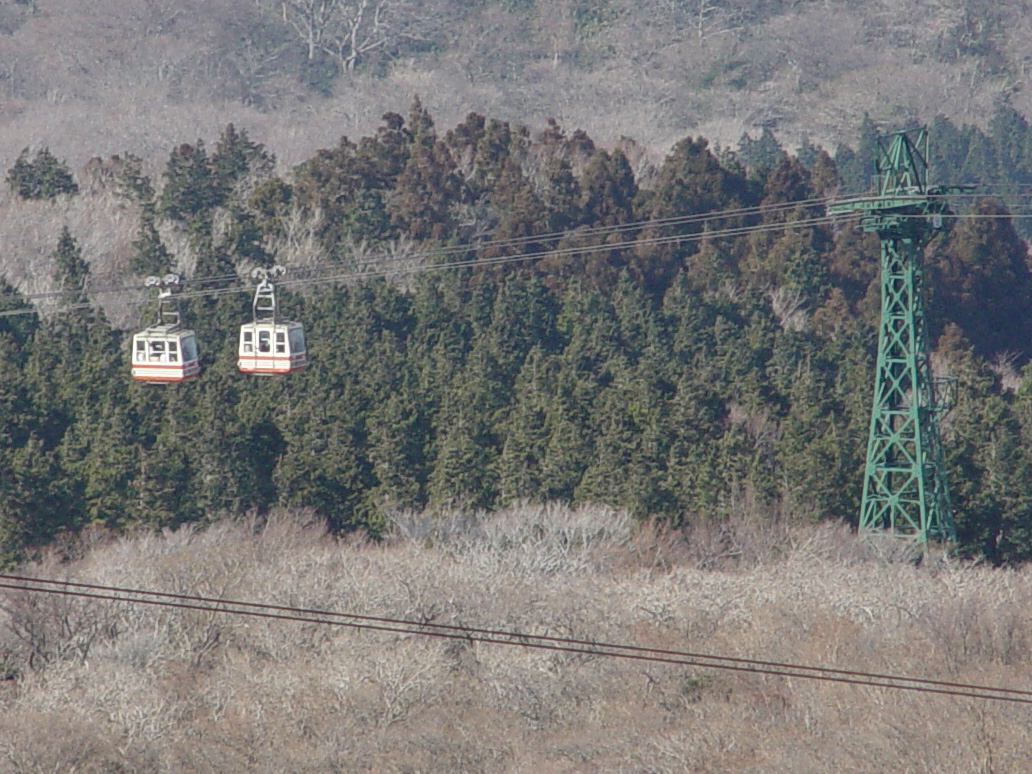
大涌谷駅 - 桃源台駅間の旧索道、大涌谷駅近く
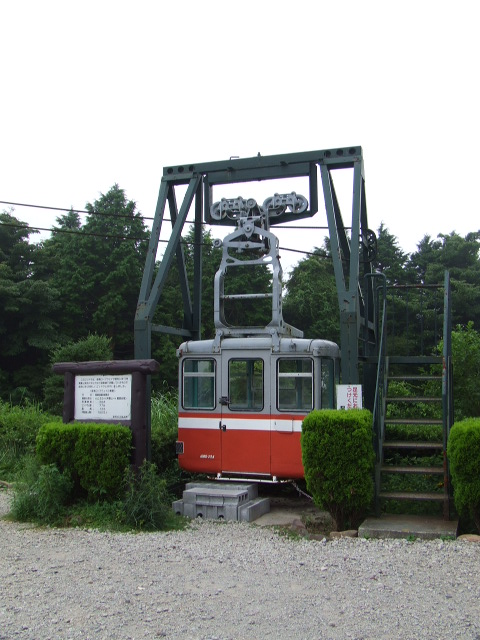
旧型ゴンドラ（2007年8月、姥子駅前にて）
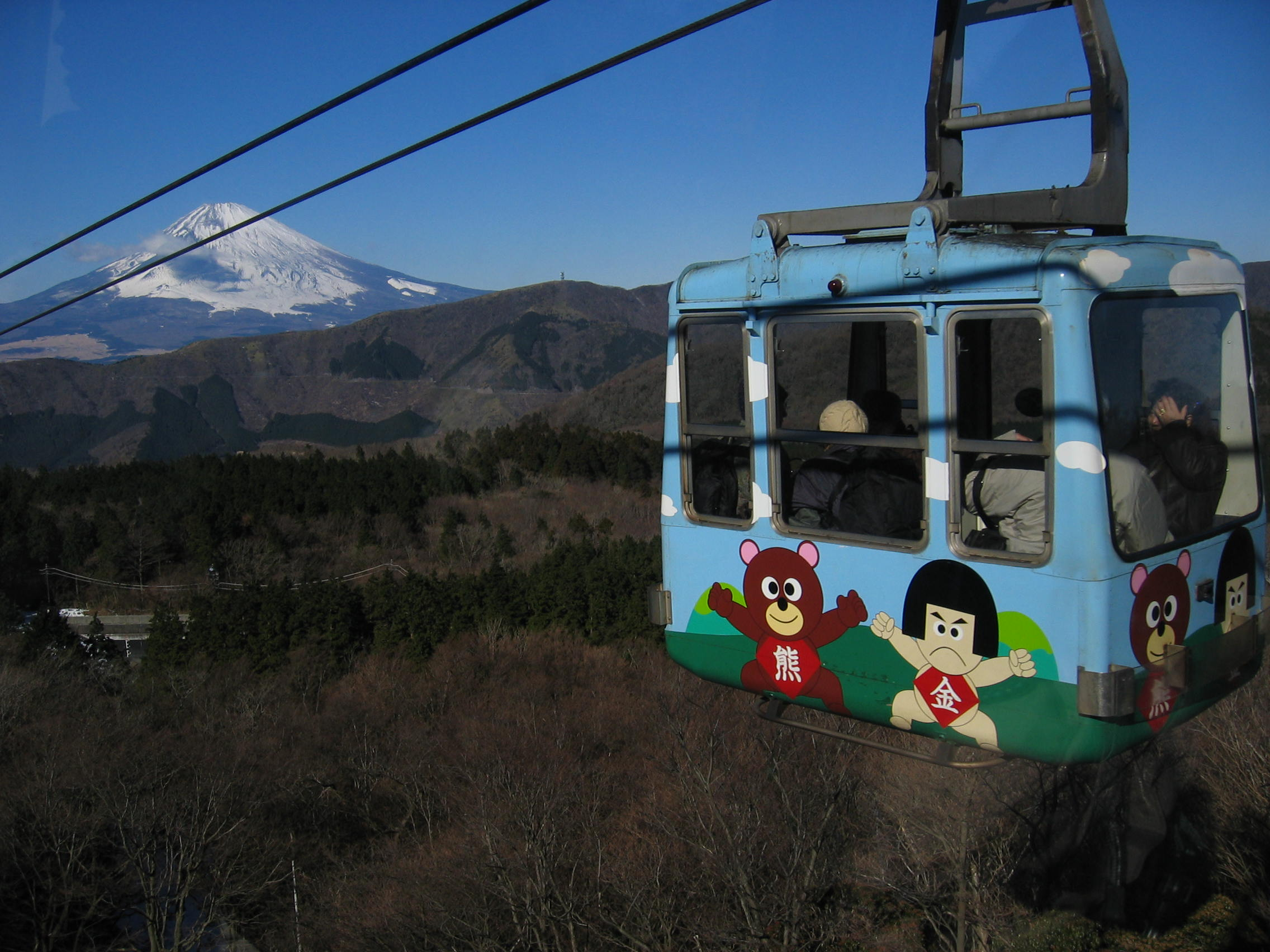
金太郎柄の旧型ゴンドラ(2005年1月撮影)
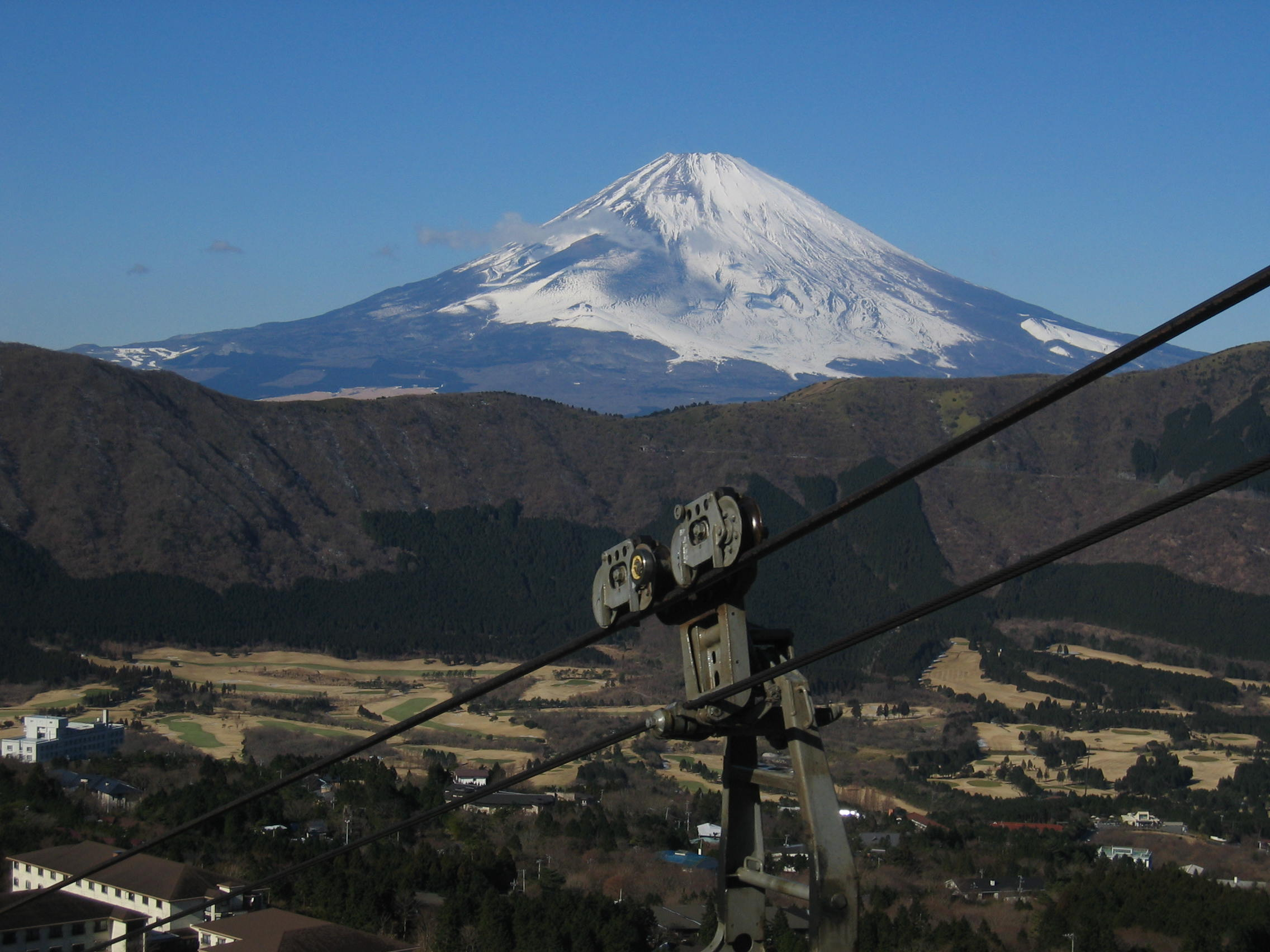
桃源台－大涌谷間旧ゴンドラ走行装置(2005年1月撮影)
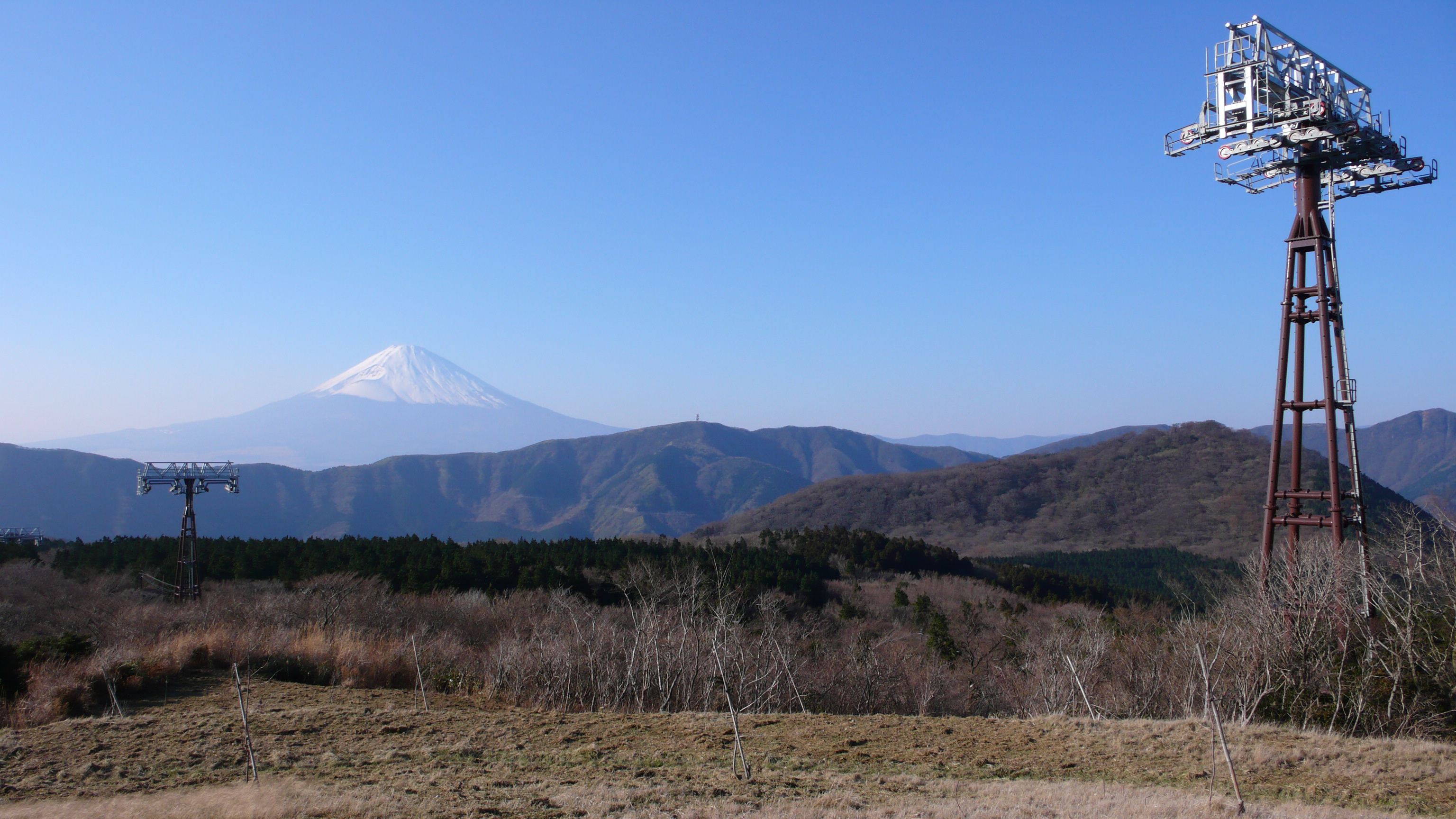
新しい支柱(2006年12月撮影)